# Mahmoud Karim
Mahmoud El Karim (arabisch محمود عبد الكريم, DMG Maḥmūd ʿAbd al-Karīm; * 1916 in Ägypten; † 9. September 1999 ebenda) war ein ägyptischer Squashspieler.

## Werdegang
Mahmoud El Karim begann mit 15 Jahren Squash zu spielen und wurde einige Jahre später zu einem der erfolgreichsten Spielern seiner Zeit. Seine größten Erfolge sind seine vier Titelgewinne bei den British Open in den Jahren 1947 bis 1950, die damals als inoffizielle Weltmeisterschaft eingestuft wurden. Er gewann das Turnier erstmals 1947 gegen den Engländer Jim Dear und verteidigte den Titel in den darauffolgenden drei Jahren. 1948 besiegte er abermals Jim Dear, 1949 Dears Landsmann Brian Phillips und 1950  den Inder Abdul Bari. Auch 1951 und 1952 stand er im Finale des Turniers, verlor aber beide Partien glatt mit 0:3 gegen Hashim Khan aus Pakistan. Seine Niederlage 1952 war gleichzeitig seine letzte Partie bei den British Open, bei denen er bis zu seinem Karriereende nicht mehr antrat. In den Jahren 1957 und 1958 konnte er das Tournament of Champions gewinnen.
Nach seiner Laufbahn als aktiver Spieler zog Mahmoud El Karim nach Montreal in Kanada und wurde dort Squashtrainer. Im Alter von 72 Jahren zog er zurück nach Kairo und wurde Squashdirektor beim Gezira Club. Am 9. September 1999 starb Mahmoud El Karim im Alter von 83 Jahren. Er hatte sechs Söhne und zwei Töchter.